# Blackton Sketches, No. 3
Blackton Sketches, No. 3 is een Amerikaanse film uit 1896. De film werd gemaakt door Thomas Edison en toont J. Stuart Blackton die een tekening maakt van een vrouw.